# Strada statale 143 Vercellese
La ex strada statale 143 Vercellese (SS 143), ora strada provinciale 143 Vercellese (SP 143) in provincia di Biella e strada provinciale 143 del Vercellese (SP 143) in provincia di Vercelli, è una strada provinciale italiana.

## Storia
La strada statale 143 venne istituita nel 1951 con il seguente percorso: "Innesto con la statale n. 11 presso San Germano Vercellese - Cavaglià - Biella."
In seguito al decreto legislativo n. 112 del 1998, dal 2001 la gestione è passata dall'ANAS alla Regione Piemonte, che l'ha classificata come strada regionale con la denominazione di strada regionale 143 Vercellese (SR 143); le competenze sono quindi passate all'ARES (Agenzia Regionale Strade).
A seguito poi del D.R. 9-5791 del 27 aprile 2007 della Regione Piemonte e la conseguente soppressione dell'ARES, dal 1º gennaio 2008 è stata infine riclassificata come provinciale e trasferita al demanio della Provincia di Biella e della Provincia di Vercelli . La nuova denominazione è divenuta quindi strada provinciale 143 Vercellese (SP 143) in provincia di Biella e strada provinciale 143 del Vercellese (SP 143) in provincia di Vercelli.

## Percorso

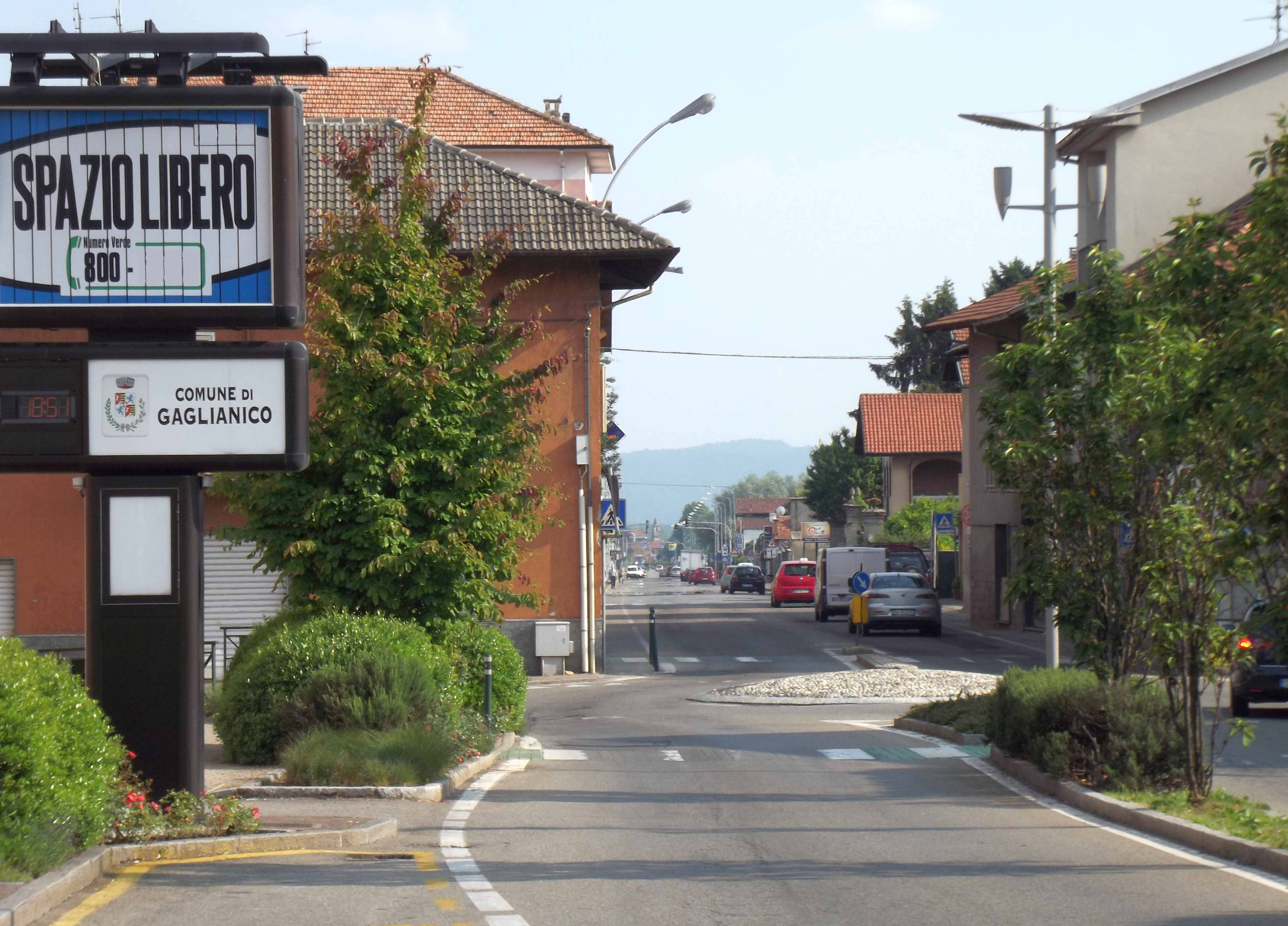
L'attraversamento di Gaglianico

Ha inizio a Biella e, indirizzandosi verso sud,  tocca il comune di Salussola, arrivando fino a Cavaglià dove, nei pressi dell'incrocio con la ex strada statale 228 del Lago di Viverone e con la ex strada statale 593 di Borgo d'Ale, si indirizza verso Santhià, che raggiunge dopo aver oltrepassato la A4. A pochi chilometri da Santhià (6,2 km circa) si immette nella ex strada statale 11 Padana Superiore, presso il comune di San Germano Vercellese. Praticamente la struttura funge da collegamento tra Biella e la A4 (casello di Santhià) in direzione Torino.